# مسیریابی دامنه آزاد
مسیریابی دامنه آزاد (به انگلیسی: FRRouting) یک نرم‌افزار مسیریابی شبکه است که پروتکل‌هایی مانند OSPF, RIP, BGP, IS-IS, LDP, PIM, Babelو BFD و نسخه‌های آلفای NHRP و EIGRP را پیاده‌سازی می‌کند. این نرم‌افزار روی پلتفرم‌های شبه یونیکس مانند لینوکس و سولاریس و … اجرا می‌شود.  از نرم‌افزار مسیریابی کوآگا منشعب شده‌است و دارای لیسانس GPL2 می‌باشد.

## تاریخچه
بعضی از مشارکت کنندگان در توسعه نرم‌افزار کوآگا به دلیل کندی توسعه نرم‌افزار از پروژه جدا شدند و پروژه FRRouting را براساس کوآگاه توسعه دادند.

## بیشتر
- اوپن‌اواس‌پی‌اف‌دی
- اوپن‌بی‌جی‌پی‌دی